# Мозес-Лейк (Вашингтон)
Мозес-Лейк (англ. Moses Lake) — місто (англ. city) в США, в окрузі Грант штату Вашингтон. Населення — 25 146 осіб (2020).

## Географія
Мозес-Лейк розташований за координатами 47°7′11″ пн. ш. 119°16′36″ зх. д. / 47.11972° пн. ш. 119.27667° зх. д. (47.119696, -119.276722).  За даними Бюро перепису населення США в 2010 році місто мало площу 48,57 км², з яких 40,80 км² — суходіл та 7,77 км² — водойми. В 2017 році площа становила 52,20 км², з яких 46,69 км² — суходіл та 5,51 км² — водойми.

### Клімат
| Клімат : Мозес-Лейк          | Клімат : Мозес-Лейк | Клімат : Мозес-Лейк | Клімат : Мозес-Лейк | Клімат : Мозес-Лейк | Клімат : Мозес-Лейк | Клімат : Мозес-Лейк | Клімат : Мозес-Лейк | Клімат : Мозес-Лейк | Клімат : Мозес-Лейк | Клімат : Мозес-Лейк | Клімат : Мозес-Лейк | Клімат : Мозес-Лейк | Клімат : Мозес-Лейк |
| Показник                     | Січ.                | Лют.                | Бер.                | Квіт.               | Трав.               | Черв.               | Лип.                | Серп.               | Вер.                | Жовт.               | Лист.               | Груд.               | Рік                 |
| Абсолютний максимум, °C      | 16,1                | 18,3                | 23,9                | 34,4                | 38,3                | 44,4                | 42,8                | 46,1                | 41,1                | 30,0                | 22,2                | 17,2                | 46,1                |
| Середній максимум, °C        | 1,1                 | 5,6                 | 12,2                | 17,8                | 22,8                | 27,2                | 31,1                | 31,1                | 25,6                | 17,2                | 7,2                 | 1,1                 | 16,7                |
| Середній мінімум, °C         | −5,6                | −2,8                | 0,6                 | 4,4                 | 8,9                 | 12,8                | 16,1                | 15,6                | 10,6                | 4,4                 | −1,1                | −5                  | 4,9                 |
| Абсолютний мінімум, °C       | −30                 | −31,1               | −16,7               | −5,6                | −2,2                | 0,6                 | 4,4                 | 2,2                 | −2,2                | −13,3               | −17,8               | −26,1               | −31,1               |
| Норма опадів, мм             | 21                  | 20                  | 19                  | 11                  | 16                  | 13                  | 11                  | 6                   | 9                   | 12                  | 26                  | 30                  | 195                 |
| ---------------------------- | ------------------- | ------------------- | ------------------- | ------------------- | ------------------- | ------------------- | ------------------- | ------------------- | ------------------- | ------------------- | ------------------- | ------------------- | ------------------- |
| Джерело: The Weather Channel |                     |                     |                     |                     |                     |                     |                     |                     |                     |                     |                     |                     |                     |

## Демографія
Згідно з переписом 2010 року, у місті мешкало 20 366 осіб у 7600 домогосподарствах у складі 4995 родин. Густота населення становила 419 осіб/км².  Було 8365 помешкань (172/км²).
Расовий склад населення:
| - 76,4 % — білих - 1,6 % — чорних або афроамериканців - 1,5 % — азіатів - 1,0 % — корінних американців - 0,1 % — вихідців з тихоокеанських островів - 14,9 % — осіб інших рас |

До двох чи більше рас належало 4,4 %. Частка іспаномовних становила 30,1 % від усіх жителів.
За віковим діапазоном населення розподілялося таким чином: 29,6 % — особи молодші 18 років, 58,1 % — особи у віці 18—64 років, 12,3 % — особи у віці 65 років та старші. Медіана віку мешканця становила 32,1 року. На 100 осіб жіночої статі у місті припадало 97,5 чоловіків;  на 100 жінок у віці від 18 років та старших — 94,2 чоловіків також старших 18 років.
Середній дохід на одне домашнє господарство  становив 58 102 долари США (медіана — 48 174), а середній дохід на одну сім'ю — 64 527 доларів (медіана — 53 149). Медіана доходів становила 51 160 доларів для чоловіків та 31 140 доларів для жінок. За межею бідності перебувало 14,6 % осіб, у тому числі 16,3 % дітей у віці до 18 років та 14,3 % осіб у віці 65 років та старших.
Цивільне працевлаштоване населення становило 8862 особи. Основні галузі зайнятості: освіта, охорона здоров'я та соціальна допомога — 28,1 %, виробництво — 15,7 %, роздрібна торгівля — 13,2 %.